# Flower's Cove
Flower's Cove est une municipalité, située sur l'Île de Terre-Neuve, dans la province de Terre-Neuve-et-Labrador, au Canada. Elle est traversée par la route 430.
Elle tire son nom de Flowers Island situé en face, un groupe d’îles qui s'appelaient au XVIIIe siècle, les Fleurs.

## Climat
| Mois                                  | jan.     | fév.     | mars     | avril    | mai     | juin    | jui.    | août    | sep.      | oct.    | nov.     | déc.     | année        |
| ------------------------------------- | -------- | -------- | -------- | -------- | ------- | ------- | ------- | ------- | --------- | ------- | -------- | -------- | ------------ |
| Température minimale moyenne (°C)     | −15,5    | −15,8    | −10,2    | −4,2     | 0,1     | 3,7     | 8,4     | 9,5     | 5,9       | 1,1     | −3,5     | −9,3     | −2,5         |
| Température moyenne (°C)              | −10,8    | −11,4    | −6,2     | −1       | 3,7     | 7,9     | 12,5    | 13,4    | 9,8       | 4,4     | −0,4     | −5,8     | 1,3          |
| Température maximale moyenne (°C)     | −6,5     | −7       | −2,3     | 2,2      | 7,3     | 12,2    | 16,6    | 17,3    | 13,7      | 7,7     | 2,6      | −2,4     | 5,1          |
| Record de froid (°C) date du record   | −30 1985 | −34 1995 | −31 1990 | −21 1994 | −9 1985 | −4 1982 | −1 1992 | 2 1981  | −2 1993   | −9 1986 | −18 1986 | −29 1989 | −34 4/2/1995 |
| Record de chaleur (°C) date du record | 12 1996  | 12 1981  | 10 2000  | 17 1996  | 25 2005 | 24 1980 | 25 1983 | 26 1994 | 24,5 1999 | 20 1996 | 17 1982  | 11 1996  | 26 5/8/1994  |
| Précipitations (mm)                   | 87,9     | 70,8     | 71,9     | 56,4     | 76,1    | 106,5   | 107,6   | 102,3   | 99,2      | 96,5    | 79,3     | 84,7     | 1 039,2      |
| dont neige (cm)                       | 71,9     | 58,4     | 50       | 25,5     | 5,7     | 0,6     | 0       | 0       | 0         | 2,5     | 13,6     | 48,1     | 276,3        |
| Nombre de jours avec précipitations   | 13,2     | 12,4     | 11,4     | 11,2     | 12,7    | 15,1    | 15,1    | 14,6    | 14,6      | 15,5    | 14,3     | 13,8     | 163,9        |
| Nombre de jours avec neige            | 11,7     | 10,6     | 8,3      | 4,9      | 1       | 0,13    | 0       | 0       | 0         | 0,48    | 3,9      | 9,5      | 50,51        |

| Diagramme climatique                                  |             |               |             |            |              |              |              |             |            |             |              |
| J                                                     | F           | M             | A           | M          | J            | J            | A            | S           | O          | N           | D            |
| −6,5−15,587,9                                         | −7−15,870,8 | −2,3−10,271,9 | 2,2−4,256,4 | 7,30,176,1 | 12,23,7106,5 | 16,68,4107,6 | 17,39,5102,3 | 13,75,999,2 | 7,71,196,5 | 2,6−3,579,3 | −2,4−9,384,7 |
| Moyennes : • Temp. maxi et mini °C • Précipitation mm |             |               |             |            |              |              |              |             |            |             |              |